# Saison 14 de Grey's Anatomy
Chronologie
Saison 13 Saison 15
La saison 14 de la série télévisée Grey's Anatomy débute en septembre 2017 et s'achève en mai 2018 sur le réseau américain ABC, avec un total de 24 épisodes.

## Généralités
Le 10 février 2017, la série a été renouvelée pour une quatorzième saison. La lecture du scénario du premier épisode a eu lieu le 21 juillet 2017, d'après les comptes des acteurs sur les réseaux sociaux. Elle débute le 28 septembre 2017, faisant du début de cette quatorzième saison le plus tardif de la série.
Il s'agit de la première saison sans la présence du Dr Stephanie Edwards depuis son introduction dans la saison 9, l'actrice Jerrika Hinton ayant décidé d'accepter un rôle principal dans la nouvelle série d'Alan Ball, Here, Now.
Cette saison marque le retour de Kim Raver dans le rôle du Dr Teddy Altman, qui avait quitté le Seattle Grace Mercy West à la fin de la saison 8. Elle marque également le retour de la scénariste et productrice Krista Vernoff, qui en sera la showrunner. Elle avait quitté l'équipe de production de la série à l'issue de la septième saison.
La saison s'ouvre avec un season premiere de 2 heures. Cela n'était pas arrivé depuis la saison 10. Certaines parties de cet épisode ont d'ailleurs été tournées à Seattle, alors que la série est habituellement produite à Los Angeles.
La nouvelle série dérivée de Grey's Anatomy (et la deuxième après Private Practice (2007-2013)) sera introduite au cours de cette saison. Le 12 septembre 2017, il est annoncé que Jason George, l'interprète de Ben Warren, rejoint le spin-off en tant que personnage principal. Il continuera cependant à apparaître régulièrement dans Grey's Anatomy.
L'acteur Matthew Morrison, qui était apparu dans l'épisode 23 de la saison précédente dans le rôle du docteur Paul Stadler, le mari de Jo Wilson, reprend son rôle dans cette saison. En revanche, le rôle de Megan Hunt, la sœur disparue d'Owen, a été confié à Abigail Spencer, qui remplace donc Bridget Regan. Sa première apparition est prévue dès le premier épisode de la saison. Cette saison voit également l'arrivée d'un nouveau membre de la famille d'un médecin du Grey Sloan Memorial : il s'agit de Carina DeLuca, la sœur d'Andrew, également médecin, interprétée par Stefania Spampinato. Il a en revanche été annoncé que Marika Dominczyk, l'interprète du docteur Eliza Minnick, ne serait pas présente lors de cette saison.
Il est révélé au début du mois de septembre 2017 que le décor du Grey Sloan Memorial Hospital subira de gros changements à la suite des événements survenus à la fin de la saison 13. Ces changements seront le fruit des rénovations nécessaires à la réouverture de l'hôpital après l'incendie.
Le 27 septembre 2017, la distribution a tourné le 300e épisode de la série.
Le 17 janvier 2018, Ellen Pompeo a signé un contrat pour deux saisons supplémentaires et devient également productrice de la série.
Le 22 janvier 2018, l'actrice Bethany Joy Lenz (Les Frères Scott) annonce qu'elle rejoint la distribution via un cliché sur Instagram dans le rôle de Jenny, qui serait la fiancée de Paul Stadler.
Le 8 mars 2018, il est annoncé que les contrats de Jessica Capshaw et Sarah Drew, les interprètes d'Arizona Robbins et April Kepner depuis 10 et 9 ans respectivement, n'ont pas été reconduits pour les saisons suivantes. La productrice et showrunner Krista Vernoff et la créatrice de la série, Shonda Rhimes, ont précisé que les départs des personnages sont dus à des raisons créatives et non à des raisons budgétaires.

## Synopsis
À l’heure où l'hôpital doit être reconstruit après les événements qui ont marqué tout le personnel médical, Amelia remet en question son mariage avec Owen. Par un concours de circonstances, Meredith retrouve le célibat. Après un retour surprenant, Nathan reconsidérera son statut à l'hôpital.
Alors qu’April quitte l’appartement de Jackson, celui-ci se retrouve attiré presque malgré lui à une autre femme de l’hôpital... Quant à Arizona, après le départ d’Eliza, elle ne tarde pas à retrouver l’amour avec un nouveau médecin, tandis qu’elle apprend que sa fille Sofia veut revenir à Seattle. Le couple que forment Alex et Jo se ressoude peu à peu.
Le chef Bailey se retrouve mieux que jamais dans son poste de chef, jusqu’au moment où la pression et le fardeau qu’elle a en tant que chef et femme de pompier deviennent insupportables.

## Distribution

### Acteurs principaux
- Ellen Pompeo (VF : Céline Mauge) : Dr Meredith Grey (23/24)
- Justin Chambers (VF : Sébastien Desjours) : Dr Alex Karev (22/24)
- Chandra Wilson (VF : Zaïra Benbadis) : Dr Miranda Warren (23/24)
- James Pickens Jr. (VF : Said Amadis) : Dr Richard Webber (22/24)
- Kevin McKidd (VF : Alexis Victor) : Dr Owen Hunt (23/24)
- Jessica Capshaw (VF : Véronique Alycia) : Dr Arizona Robbins (20/24)
- Jesse Williams (VF : Rémi Caillebot) : Dr Jackson Avery (22/24)
- Sarah Drew (VF : Sophie Froissard) : Dr April Kepner (22/24)
- Camilla Luddington (VF : Marie-Eugénie Maréchal) : Dr Josephine Wilson (21/24)
- Caterina Scorsone (VF : Élisabeth Ventura) : Dr Amelia Hunt (22/24)
- Kelly McCreary (VF : Diane Dassigny) : Dr Maggie Pierce (22/24)
- Jason George (VF : Denis Laustriat) : Dr Ben Warren (13/24)
- Martin Henderson (VF : Thomas Roditi) : Dr Nathan Riggs (5/24)
- Giacomo Gianniotti (VF : Damien Ferrette) : Dr Andrew DeLuca (20/24)

### Acteurs récurrents
- Jake Borelli : Dr Levi Schmitt (18 épisodes)
- Stefania Spampinato : Dr Carina DeLuca (16 épisodes)
- Jaicy Elliot : Dr Taryn Helm (17 épisodes)
- Jeanine Mason(VF : Jessica Monceau) : Dr Sam Bello (12 épisodes)
- Alex Blue Davis : Dr Casey Parker (13 épisodes)
- Rushi Kota : Dr Vik Roy (14 épisodes)
- Sophia Ali (VF : Elsa Davoine) : Dr Dahlia Qadri (14 épisodes)
- Debbie Allen : Dr Catherine Avery (10 épisodes)
- Greg Germann : Dr Tom Koracick (7 épisodes)
- Abigail Spencer : Dr Megan Hunt (5 épisodes)
- Nayah Damasen : Kimmie Park (5 épisodes)
- Aniela Gumbs : Zola Grey-Shepherd (6 épisodes)

### Apparitions spéciales
- Kim Raver : Dr Teddy Altman (personnage principal des saisons 6 à 8) - (épisodes 1, 2, 5, 17 et 24)
- Kate Burton : Dr Ellis Grey (récurrence des saisons 1 à 3) - (épisode 7)
- Justin Bruening : Matthew Taylor (personnage récurrent dans les saisons 9 et 10) - (épisodes 10, 19, 23 et 24)
- Sarah Utterback : Infirmière Olivia Jankovic (anciennement Harper) (personnage récurrent des saisons 1 à 3, invitée 4 et 6) - (épisode 21)
- Geena Davis : Nicole Herman (personnage récurrent dans la saison 11) - (épisode 23)

### Acteurs invités
- Matthew Morrison : Dr Paul Stadler (épisodes 8 à 10)
- Bethany Joy Lenz : Jenny (épisodes 9 et 10)
- Candis Cayne : Michelle Velez (épisodes 12 et 16)[8]
- Blake Hood (en) : Clive Johnson (épisodes 9, 12 et 14)
- Rachel Ticotin : Dr Marie Cerone (épisodes 14, 15 et 22)
- Scott Speedman : Dr Nick Marsh (épisode 17)
- Lindsay Wagner : Helen Karev (épisode 22)
- Peyton Kennedy : Betty (épisode 21 à 24)

## Épisodes

### Épisode 1:Le Tout pour le tout
- États-Unis /  Canada : 28 septembre 2017 sur ABC / CTV
- Belgique : 20 mars 2018 sur RTL-TVI
- Suisse : 27 mars 2018 sur RTS Un
- France : 28 mars 2018 sur TF1
- Québec : 14 septembre 2018 sur ARTV[9]

- États-Unis : 8,07 millions de téléspectateurs[10] (première diffusion)
- Canada : 1,881 million de téléspectateurs[11] (première diffusion + différé 7 jours)
- France : 4,452 millions de téléspectateurs[12]

- Kim Raver (Dr Teddy Altman)
- Abigail Spencer (Dr Megan Hunt)
- Stefania Spampinato (Dr Carina DeLuca)
- Liberty Hobbs (Candace Warner)
- Debra Mooney (Evelyn Hunt)

- Première apparition de Levi Schmitt (Jake Borelli).
- Alors que la série est habituellement tournée à Los Angeles, le tournage a eu lieu pendant 2 jours à Seattle, ville où se déroule l'intrigue.

### Épisode 2:Ce qui ne tue pas...
- États-Unis /  Canada : 28 septembre 2017 sur ABC / CTV
- Belgique : 20 mars 2018 sur RTL-TVI
- Suisse : 27 mars 2018 sur RTS Un
- France : 28 mars 2018 sur TF1
- Québec : 21 septembre 2018 sur ARTV

- États-Unis : 8,07 millions de téléspectateurs[10] (première diffusion)
- Canada : 1,881 million de téléspectateurs[11] (première diffusion + différé 7 jours)
- France : 3,96 millions de téléspectateurs[12]

- Kim Raver (Dr Teddy Altman)
- Abigail Spencer (Dr Megan Hunt)
- Stefania Spampinato (Dr Carina DeLuca)
- Liberty Hobbs (Candace Warner)

### Épisode 3:Une décision sans appel
- États-Unis /  Canada : 5 octobre 2017 sur ABC / CTV
- Belgique : 27 mars 2017 sur RTL-TVI
- Suisse : 3 avril 2018 sur RTS Un
- France : 4 avril 2018 sur TF1
- Québec : 28 septembre 2018 sur ARTV

- États-Unis : 8,06 millions de téléspectateurs[13] (première diffusion)
- Canada : 1,728 million de téléspectateurs[14] (première diffusion + différé 7 jours)
- France : 4,276 millions de téléspectateurs[15]

- Greg Germann (Dr Tom Koracick)
- Chelcie Ross (Dr Harper Avery)
- Debbie Allen (Dr Catherine Avery)
- Stefania Spampinato (Dr Carina DeLuca)

### Épisode 4:Prendre son mal en patience
- États-Unis /  Canada : 12 octobre 2017 sur ABC / CTV
- Belgique : 27 mars 2018 sur RTL-TVI
- Suisse : 3 avril 2018 sur RTS Un
- France : 4 avril 2018 sur TF1
- Québec : 5 octobre 2018 sur ARTV

- États-Unis : 8,08 millions de téléspectateurs[16] (première diffusion)
- Canada : 1,989 million de téléspectateurs[17] (première diffusion + différé 7 jours)
- France : 3,95 millions de téléspectateurs[15]

- Debbie Allen (Dr Catherine Avery)
- Abigail Spencer (Dr Megan Hunt)
- Stefania Spampinato (Dr Carina DeLuca)
- Greg Germann (Dr Tom Koracick)
- Jake Borelli (Dr Levi Schmitt)
- Rushi Kota (Ethan)
- Jaicy Elliot (Dr Taryn Helm)
- Alex Blue Davis (Casey)
- Jeanine Mason (Sam)
- Sophia Taylor Ali (Dahlia)

### Épisode 5:Terrain miné
- États-Unis /  Canada : 26 octobre 2017 sur ABC / CTV
- Belgique : 3 avril 2018 sur RTL-TVI
- Suisse : 10 avril 2018 sur RTS Un
- France : 11 avril 2018 sur TF1
- Québec : 12 octobre 2018 sur ARTV

- États-Unis : 7,67 millions de téléspectateurs[18] (première diffusion)
- Canada : 1,8 million de téléspectateurs[19] (première diffusion + différé 7 jours)
- France : 4,057 millions de téléspectateurs[20]

- Kim Raver (Dr Teddy Altman)
- Yasmine Aker (Sana)
- Bardia Seiri (Farouk)

### Épisode 6:Tous dans le même bateau
- États-Unis /  Canada : 2 novembre 2017 sur ABC / CTV
- Belgique : 3 avril 2018 sur RTL-TVI
- Suisse : 10 avril 2018 sur RTS Un
- France : 11 avril 2018 sur TF1
- Québec : 19 octobre 2018 sur ARTV

- États-Unis : 7,38 millions de téléspectateurs[21] (première diffusion)
- Canada : 1,418 million de téléspectateurs[22] (première diffusion + différé 7 jours)
- France : 3,55 millions de téléspectateurs[20]

- Stefania Spampinato (Dr Carina DeLuca)
- Jaicy Elliot (Dr Taryn Helm)
- Robert Picardo (M. Nelligan)
- David Chisum (Le juge Jeffrey King)
- Chelsea Alden (Danielle Gordon)
- Julian Silver (Robb)

### Épisode 7:Passé composé
- États-Unis /  Canada : 9 novembre 2017 sur ABC / CTV
- France : 18 avril 2018 sur TF1
- Belgique : 10 avril 2018 sur RTL-TVI
- Suisse : 17 avril 2018 sur RTS Un
- Québec : 26 octobre 2018 sur ARTV

- États-Unis : 8,13 millions de téléspectateurs[23] (première diffusion)
- Canada : 1,662 million de téléspectateurs[24] (première diffusion + différé 7 jours)
- France : 3,961 millions de téléspectateurs[25]

- Stefania Spampinato (Dr Carina DeLuca)
- Debbie Allen (Dr Catherine Avery)
- Jaicy Elliot (Dr Taryn Helm)
- Jackie Chung (Cleo Kim)
- Eryn Rea (Liza Simmons)
- Brandon Tyler Russell (Gregory Williams)
- Ray Ford (Ray)
- Kate Burton (Dr Ellis Grey)

- La lecture du scénario a eu lieu le 21 septembre 2017.
- Cet épisode est le 300e de la série.
- La dernière apparition de Ray Ford dans le rôle de Ray Sutera avait eu lieu dans l'épisode 11 de la saison 7.

### Épisode 8:Médecine dépassée
- États-Unis /  Canada : 16 novembre 2017 sur ABC / CTV
- France : 18 avril 2018 sur TF1
- Belgique : 10 avril 2018 sur RTL-TVI
- Suisse : 17 avril 2018 sur RTS Un
- Québec : 2 novembre 2018 sur ARTV

- États-Unis : 7,52 millions de téléspectateurs[26] (première diffusion)
- Canada : 1,664 million de téléspectateurs[27] (première diffusion + différé 7 jours)
- France : 3,45 millions de téléspectateurs[25]

- Stefania Spampinato (Dr Carina DeLuca)
- Jaicy Elliot (Dr Taryn Helm)
- Matthew Morrison (Dr Paul Stadler)
- Alex Fernández (Agent Heyward du FBI)
- China Shavers (Mrs. Baner)
- Lesley Boone (Judy Kemp)
- Kaili Vernoff (Naomi)

- Cet épisode marque la 300e apparition d'Ellen Pompeo dans le rôle du Dr Meredith Grey.
- Dernier épisode de la saison automnale.
- Lors de la diffusion de la version française de l’épisode, le 18 avril 2018, l’on remarque une petite erreur commise dans le doublage. Cette erreur se produit au beau milieu de l’opération réalisée par Meredith Grey assistée de Levi Schmitt, l’interne dit « le binoclard », en raison de précédentes péripéties en lien avec ses lunettes. Ce dernier sort du champ stérile, ce que Meredith Grey lui fait remarquer ; seulement, elle dit : « tu es sorti du champ fertile », ce qui est un contresens, étant donné que le terme employé est un antonyme du terme « stérile ».

### Épisode 9:On récolte ce que l'on sème
- États-Unis /  Canada : 18 janvier 2018 sur ABC[28] / CTV
- Belgique : 17 avril 2018 sur RTL-TVI
- Suisse : 24 avril 2018 sur RTS Un
- France : 25 avril 2018 sur TF1
- Québec : 9 novembre 2018 sur ARTV

- États-Unis : 8,27 millions de téléspectateurs[29] (première diffusion)
- Canada : 1,592 million de téléspectateurs[30] (première diffusion + différé 7 jours)
- France : 3,736 millions de téléspectateurs[31]

- Stefania Spampinato (Dr Carina DeLuca)
- Jaicy Elliot (Dr Taryn Helm)
- Matthew Morrison (Dr Paul Stadler)
- Bethany Joy Lenz (Jenny)
- Alex Fernandez (Agent Heyward du FBI)
- China Shavers (Mrs. Baner)
- Lesley Boone (Judy Kemp)
- Kaili Vernoff (Naomi)
- Blake Hood (en) (Clive Johnson)
- Mitch Silpa (Tim Ruggles)

- La lecture du scénario a eu lieu le 16 octobre 2017.
- À l'origine, le titre de cet épisode était Four Seasons in One Day (littéralement Quatre saisons en un jour). C'est Giacomo Gianniotti, l'interprète de DeLuca qui a suggéré le titre 1-800-799-7233. Il s'agit du numéro vert pour les violences domestiques aux États-Unis.
- C'est le premier épisode de la série dont le titre est exclusivement constitué de chiffres.

### Épisode 10:Ironie du sort
- États-Unis /  Canada : 25 janvier 2018 sur ABC / CTV
- Belgique : 17 avril 2018 sur RTL-TVI
- Suisse : 24 avril 2018 sur RTS Un
- France : 25 avril 2018 sur TF1
- Québec : 16 novembre 2018 sur ARTV

- États-Unis : 8,62 millions de téléspectateurs[32] (première diffusion)
- Canada : 1,62 million de téléspectateurs[33] (première diffusion + différé 7 jours)
- France : 3,58 millions de téléspectateurs[31]

- Stefania Spampinato (Dr Carina DeLuca)
- Jaicy Elliot (Dr Taryn Helm)
- Matthew Morrison (Dr Paul Stadler)
- Bethany Joy Lenz (Jenny)
- Justin Bruening (Matthew Taylor)
- Kevin David Lin (David Roman)
- La Monde Byrd (Martin Sterling)
- Collette Wolfe (Karin Taylor)
- Michael Weaver (Greg)
- Santiago Segura II (Chad)

### Épisode 11:Un regard en arrière
- États-Unis /  Canada : 1er février 2018 sur ABC / CTV
- Belgique : 24 avril 2018 sur RTL-TVI
- Suisse : 1er mai 2018 sur RTS Un
- France : 2 mai 2018 sur TF1
- Québec : 23 novembre 2018 sur ARTV

- États-Unis : 8,93 millions de téléspectateurs[34] (première diffusion)
- Canada : 1,577 million de téléspectateurs[35] (première diffusion + différé 7 jours)
- France : 4,079 millions de téléspectateurs[36]

- Debbie Allen (Dr Catherine Avery)
- Amy Landecker (Morgan)
- Frankie Faison (William Bailey)
- Mark Moses (Dr Larry Maxwell)
- Robert Picardo (Mr. Nelligan)
- Johnathan McClain (Dr Rich Gregory)
- Bianca Taylor (Elena Bailey)
- T. R. Knight (George O'Malley) (en flasback)
- Sara Ramírez (Callie Torres) (en flasback)
- Patrick Dempsey (Derek Shepherd) (en flasback)

### Épisode 12:Pas son genre
- États-Unis /  Canada : 8 février 2018 sur ABC / CTV
- Belgique : 24 avril 2018 sur RTL-TVI
- Suisse : 1er mai 2018 sur RTS Un
- France : 2 mai 2018 sur TF1
- Québec : 30 novembre 2018 sur ARTV

- États-Unis : 7,32 millions de téléspectateurs[37] (première diffusion)
- Canada : 1,535 million de téléspectateurs[38] (première diffusion + différé 7 jours)
- France : 3,69 millions de téléspectateurs[36]

- Stefania Spampinato (Dr Carina DeLuca)
- Debbie Allen (Dr Catherine Avery)
- Jaicy Elliot (Dr Taryn Helm)
- Candis Cayne (Dr Michelle Velez)
- Lesley Boone (Judy Kemp)
- Blake Hood (en) (Clive Johnson)

- Lors de la diffusion de la version française de l’épisode, le 2 mai 2018, l’on peut remarquer une erreur de doublage, encore, après celle déjà présente dans l’épisode 8 de cette même saison. Cette imprécision se produit alors que Levi Schmitt, l’interne dit « le binoclard » (« glasses » en version originale), est dans la chambre de Miranda Bailey, l’aidant sur son projet pour le concours. Ils parlent dans la version française de béchers, alors que l’interne a apporté des tubes à essais ainsi qu’une fiole Erlenmeyer. En anglais, les béchers sont des « beakers », tandis que les tubes à essai sont des « test tubes », et la fiole Erlenmeyer est une « Erlenmeyer flask ». Dans la version originale, Miranda Bailey parle de « measuring tape », ce qui est un ruban à mesurer, de « latex gloves », correspondant à des gants médicaux, et de « turkey baster », ce qui est en langage médical une pipette. Cette imprécision scientifique constitue donc la seconde erreur de terminologie scientifique dans cette saison.

### Épisode 13:Trouver sa place
- États-Unis /  Canada : 1er mars 2018 sur ABC / CTV
- Belgique : 8 mai 2018 sur RTL-TVI
- Suisse : 8 mai 2018 sur RTS Un
- France : 9 mai 2018 sur TF1
- Québec : 7 décembre 2018 sur ARTV

- États-Unis : 7,52 millions de téléspectateurs[39] (première diffusion)
- Canada : 1,475 million de téléspectateurs[40] (première diffusion + différé 7 jours)
- France : 3,969 millions de téléspectateurs[41]

- Jaicy Elliot (Dr Taryn Helm)
- Jaina Lee Ortiz (Andy Herrera)
- Lela Lee (Mrs. Richardson)

### Épisode 14:Bien cacher son jeu
- États-Unis /  Canada : 8 mars 2018 sur ABC / CTV
- Belgique : 8 mai 2018 sur RTL-TVI
- Suisse : 8 mai 2018 sur RTS Un
- France : 9 mai 2018 sur TF1
- Québec : 14 décembre 2018 sur ARTV

- États-Unis : 7,07 millions de téléspectateurs[42] (première diffusion)
- Canada : 1,62 million de téléspectateurs[43] (première diffusion + différé 7 jours)
- France : 3,75 millions de téléspectateurs[41]

- Stefania Spampinato (Dr Carina DeLuca)
- Jaicy Elliot (Dr Taryn Helm)
- Rachel Ticotin (Dr Marie Cerone)
- Blake Hood (en) (Clive Johnson)
- Giselle Bonilla (Sarah)

### Épisode 15:Premiers amours
- États-Unis /  Canada : 15 mars 2018 sur ABC / CTV
- Belgique : 15 mai 2018 sur RTL-TVI
- Suisse : 15 mai 2018 sur RTS Un
- France : 16 mai 2018 sur TF1
- Québec : 21 décembre 2018 sur ARTV

- États-Unis : 7,18 millions de téléspectateurs[44] (première diffusion)
- Canada : 1,698 million de téléspectateurs[45] (première diffusion + différé 7 jours)
- France : 3,53 millions de téléspectateurs[46]

- Rachel Ticotin (Dr Marie Cerone)
- Caleb Pierce (Charlie Peterson)
- Lily Donoghue (en) (Brooke Wilson -jeune-)
- Josh Plasse (Chris Cleaver)
- Nancy Stone (June Peterson)
- Alan Chow (Henry)
- Emily Rutherfurd (en) (Helen Karev -jeune-)
- Kelli Goss (Laura)
- Tommy O'Brien (Alex Karev -jeune-)
- Camille Spirlin (Maggie Pierce -jeune-)
- Matt Bennett (Steve)

- C'est un épisode flashback centré sur Alex, Jo et Maggie.

### Épisode 16:Voyage dans le temps
- États-Unis /  Canada : 22 mars 2018 sur ABC / CTV
- Belgique : 15 mai 2018 sur RTL-TVI
- Suisse : 15 mai 2018 sur RTS Un
- France : 16 mai 2018 sur TF1
- Québec : 28 décembre 2018 sur ARTV

- États-Unis : 7,61 millions de téléspectateurs[47] (première diffusion)
- Canada : 1,724 million de téléspectateurs[48] (première diffusion + différé 7 jours)
- France : 3,19 millions de téléspectateurs[46]

- Debbie Allen (Dr Catherine Avery)
- Jaicy Elliot (Dr Taryn Helm)
- Candis Cayne (Dr Michelle Velez)
- Laura San Giacomo (Marjorie Kersey)
- Caitlin McGee (Liz Brosniak)

### Épisode 17:Il suffit d'un jour
- États-Unis /  Canada : 29 mars 2018 sur ABC / CTV
- Belgique : 22 mai 2018 sur RTL-TVI
- Suisse : 22 mai 2018 sur RTS Un
- France : 23 mai 2018 sur TF1
- Québec : 4 janvier 2019 sur ARTV

- États-Unis : 7,15 millions de téléspectateurs[49] (première diffusion)
- Canada : 1,54 million de téléspectateurs[50] (première diffusion + différé 7 jours)
- France : 4,31 millions de téléspectateurs[51]

- Kim Raver (Dr Teddy Altman)
- Scott Speedman (Nick Marsh)
- Saul Rubinek (Eli Rigler)

### Épisode 18:Savoir renoncer
- États-Unis /  Canada : 5 avril 2018 sur ABC / CTV
- Belgique : 22 mai 2018 sur RTL-TVI
- Suisse : 22 mai 2018 sur RTS Un
- France : 23 mai 2018 sur TF1
- Québec : 11 janvier 2019 sur ARTV

- États-Unis : 6,84 millions de téléspectateurs[52] (première diffusion)
- Canada : 1,342 million de téléspectateurs[53] (première diffusion + différé 7 jours)
- France : 3,82 millions de téléspectateurs[51]

- Jaicy Elliot (Dr Taryn Helm)
- Mary Kay Place (Olive Warner)
- Hal Sparks (Dr Scott Hanson)
- Caitlin McGee (Liz Brosniak)
- Annie Sertich (Peggy Knox)

### Épisode 19:La Fin d'un rêve
- États-Unis /  Canada : 12 avril 2018 sur ABC / CTV
- Belgique : 29 mai 2018 sur RTL-TVI
- Suisse : 29 mai 2018 sur RTS Un
- France : 30 mai 2018 sur TF1
- Québec : 18 janvier 2019 sur ARTV

- États-Unis : 6,97 millions de téléspectateurs[54] (première diffusion)
- Canada : 1,444 million de téléspectateurs[55] (première diffusion + différé 7 jours)
- France : 3,986 millions de téléspectateurs[56]

- Stefania Spampinato (Dr Carina DeLuca)
- Debbie Allen (Dr Catherine Avery)
- Jaicy Elliot (Dr Taryn Helm)
- Mary Kay Place (Olive Warner)
- Joel Murray (Agent Martin Fields)
- Justin Bruening (Matthew Taylor)
- Jessica Steen (Dr Rebecca Froy)

### Épisode 20:Ça plane pour moi
- États-Unis /  Canada : 19 avril 2018 sur ABC / CTV
- Belgique : 29 mai 2018 sur RTL-TVI
- Suisse : 29 mai 2018 sur RTS Un
- France : 30 mai 2018 sur TF1
- Québec : 25 janvier 2019 sur ARTV

- États-Unis : 6,93 millions de téléspectateurs[57] (première diffusion)
- Canada : 1,454 million de téléspectateurs[58] (première diffusion + différé 7 jours)
- France : 3,66 millions de téléspectateurs[56]

- Stefania Spampinato (Dr Carina DeLuca)
- Debbie Allen (Dr Catherine Avery)
- Jaicy Elliot (Dr Taryn Helm)
- Annie Sertich (Peggy Knox)

### Épisode 21:La Mauvaise Réputation
- États-Unis /  Canada : 26 avril 2018 sur ABC / CTV
- Belgique : 5 juin 2018 sur RTL-TVI
- Suisse : 5 juin 2018 sur RTS Un
- France : 6 juin 2018 sur TF1
- Québec : 1er février 2019 sur ARTV

- États-Unis : 6,54 millions de téléspectateurs[59] (première diffusion)
- Canada : 1,658 million de téléspectateurs[60] (première diffusion + différé 7 jours)
- France : 4,03 millions de téléspectateurs[61]

- Stefania Spampinato (Dr Carina DeLuca)
- Debbie Allen (Dr Catherine Avery)
- Jaicy Elliot (Dr Taryn Helm)
- Sarah Utterback (Olivia Harper)
- Heather Mazur (Erin Mason)
- Peyton Kennedy (Betty)
- Ruben Garfias (Bob)
- Sunil Malhotra (Sanjay Roy)

### Épisode 22:Décisions maternelles
- États-Unis /  Canada : 3 mai 2018 sur ABC / CTV
- Belgique : 5 juin 2018 sur RTL-TVI
- Suisse : 5 juin 2018 sur RTS Un
- France : 6 juin 2018 sur TF1
- Québec : 8 février 2019 sur ARTV

- États-Unis : 6,66 millions de téléspectateurs[62] (première diffusion)
- Canada : 1,521 million de téléspectateurs[63] (première diffusion + différé 7 jours)
- France : 3,78 millions de téléspectateurs[61]

- Stefania Spampinato (Dr Carina DeLuca)
- Jaicy Elliot (Dr Taryn Helm)
- Lindsay Wagner (Helen Karev)
- Rachel Ticotin (Dr Marie Cerone)
- Peyton Kennedy (Betty)
- Julie Gonzalo (Teresa Benson)
- Gavin Houston (Ed Benson)
- Sunil Malhotra (Sanjay Roy)
- Loren Dean (David)

- C'est le premier épisode réalisé par Jesse Williams, l'interprète de Jackson Avery. Il est le cinquième acteur de la série à passer derrière la caméra après Chandra Wilson (Miranda Bailey), Kevin McKidd, (Owen Hunt), Debbie Allen (Catherine Avery) et Ellen Pompeo (Meredith Grey).
- Durant le tournage de cet épisode, une bannière portée par un avion et sur laquelle était écrite "We <3 Sarah Drew and Jessica Capshaw" ("Nous aimons Sarah Drew et Jessica Capshaw") a survolé le plateau de tournage. Elle a été envoyée par des fans attristés par le départ des deux actrices prévu pour la fin de la saison.

### Épisode 23:April sauvée des Eaux
- États-Unis /  Canada : 10 mai 2018 sur ABC / CTV
- Suisse : 12 juin 2018 sur RTS Un
- Belgique : 12 juin 2018 sur RTL TVI
- France : 13 juin 2018 sur TF1
- Québec : 15 février 2019 sur ARTV

- États-Unis : 7,35 millions de téléspectateurs[64] (première diffusion)
- Canada : 1,397 million de téléspectateurs[65] (première diffusion + différé 7 jours)
- France : 4,074 millions de téléspectateurs[66]

- Jaicy Elliot (Dr Taryn Helm)
- Geena Davis (Dr Nicole Herman)
- Justin Bruening (Matthew Taylor)
- Peyton Kennedy (Betty)

### Épisode 24:3 mariages pour le prix d'un
- États-Unis /  Canada : 17 mai 2018 sur ABC / CTV
- Suisse : 12 juin 2018 sur RTS Un
- Belgique : 12 juin 2018 sur RTL TVI
- France : 13 juin 2018 sur TF1
- Québec : 22 février 2019 sur ARTV

- États-Unis : 7,6 millions de téléspectateurs[67] (première diffusion)
- Canada : 1,321 million de téléspectateurs[68] (première diffusion + différé 7 jours)
- France : 3,8 millions de téléspectateurs[66]

- Stefania Spampinato (Dr Carina DeLuca)
- Kim Raver (Dr Teddy Altman)
- Debbie Allen (Dr Catherine Avery)
- Jaicy Elliot (Dr Taryn Helm)
- Tisha Campbell-Martin (Gladys)
- Gavyn Pickens (Lila)
- Justin Bruening (Matthew Taylor)
- Peyton Kennedy (Betty)
- Arden Myrin (Kirsten)

Musique : Love story (chantée par Sara Ramirez (Calliope Torres)

## Audiences aux États-Unis
| N° d'épisode | Titre original                            | Titre français               | Chaîne | Date de diffusion originale | Audience (en millions de téléspectateurs) | Pdm sur les 18-49 ans |
| ------------ | ----------------------------------------- | ---------------------------- | ------ | --------------------------- | ----------------------------------------- | --------------------- |
| 1            | Break Down the House                      | Le Tout pour le tout         | ABC    | 28 septembre 2017           | 8,07                                      | 2,3                   |
| 2            | Get Off on the Pain                       | Ce qui ne tue pas            | ABC    | 28 septembre 2017           | 8,07                                      | 2,3                   |
| 3            | Go Big or Go Home                         | Une décision sans appel      | ABC    | 5 octobre 2017              | 8,06                                      | 2,1                   |
| 4            | Ain't That a Kick in the Head             | Prendre son mal en patience  | ABC    | 12 octobre 2017             | 8,08                                      | 2,1                   |
| 5            | Danger Zone                               | Terrain miné                 | ABC    | 26 octobre 2017             | 7,67                                      | 1,8                   |
| 6            | Come on Down to My Boat, Baby             | Tous dans le même bateau     | ABC    | 2 novembre 2017             | 7,38                                      | 1,8                   |
| 7            | Who Lives, Who Dies, Who Tells Your Story | Passé composé                | ABC    | 9 novembre 2017             | 8,13                                      | 1,9                   |
| 8            | Out of Nowhere                            | Médecine dépassée            | ABC    | 16 novembre 2017            | 7,52                                      | 1,8                   |
| 9            | 1-800-799-7233                            | On récolte ce que l'on sème  | ABC    | 18 janvier 2018             | 8,27                                      | 2,3                   |
| 10           | Personal Jesus                            | Ironie du sort               | ABC    | 25 janvier 2018             | 8,62                                      | 2,3                   |
| 11           | (Don't Fear) the Reaper                   | Un regard en arrière         | ABC    | 1er février 2018            | 8,93                                      | 2,3                   |
| 12           | Harder, Better, Faster, Stronger          | Pas son genre                | ABC    | 8 février 2018              | 7,32                                      | 2,0                   |
| 13           | You Really Got a Hold on Me               | Trouver sa place             | ABC    | 1er mars 2018               | 7,52                                      | 2,0                   |
| 14           | Games People Play                         | Bien cacher son jeu          | ABC    | 8 mars 2018                 | 7,07                                      | 1,7                   |
| 15           | Old Scars, Future Hearts                  | Premières amours             | ABC    | 15 mars 2018                | 7,18                                      | 1,8                   |
| 16           | Caught Somewhere in Time                  | Voyage dans le temps         | ABC    | 22 mars 2018                | 7,61                                      | 1,9                   |
| 17           | One Day Like This                         | Il suffit d'un jour          | ABC    | 29 mars 2018                | 7,15                                      | 1,8                   |
| 18           | Hold Back the River                       | Savoir renoncer              | ABC    | 5 avril 2018                | 6,84                                      | 1,7                   |
| 19           | Beautiful Dreamer                         | La fin d'un rêve             | ABC    | 12 avril 2018               | 6,97                                      | 1,7                   |
| 20           | Judgment Day                              | Ça plane pour moi            | ABC    | 19 avril 2018               | 6,93                                      | 1,7                   |
| 21           | Bad Reputation                            | La Mauvaise Réputation       | ABC    | 26 avril 2018               | 6,54                                      | 1,5                   |
| 22           | Fight for Your Mind                       | Décisions maternelles        | ABC    | 3 mai 2018                  | 6,66                                      | 1,6                   |
| 23           | Cold as Ice                               | April sauvée des Eaux        | ABC    | 10 mai 2018                 | 7,35                                      | 1,9                   |
| 24           | All of Me                                 | 3 mariages pour le prix d'un | ABC    | 17 mai 2018                 | 7,60                                      | 1,9                   |